# Капсулен хотел
Капсулните хотели (на японски: カプセルホテル) са вид хотели с произход Япония, които предлагат множество спални места, състоящи се от единично легло в помещение напомнящо капсула. Този вид хотели осигуряват евтина нощувка за гости, които нямат финансови средства или нямат желание да си осигурят нощувка в стандартен хотел.
Първият капсулен хотел в света отваря врати през 1979 година в Осака, Япония и е проектиран от архитекта Кишо Курокава. Идеята се разпространява бързо и такива хотели в днешно време има по цял свят, като са особено разпространени в Япония, Китай, Хонг Конг, Белгия, Полша, Индонезия, Индия и други.
Този тип хотели имат различна големина като броят на капсулите варира от 50 до над 700. Основната идея е този тип нощувка да се предлага само за една вечер, за това ако гостът желае да остане за по-дълго време то следва да се отписва и чекира отново всеки ден. Всички останали екстри към този вид хотели са споделени – това могат да бъдат тоалетни, бани, зали за хранене, а в някои случаи дори ресторанти, басейни, сауни и други екстри. При влизане в хотела, обувките се заменят с пантофи, а личните вещи се заключват в шкафчета.
Основното предимство на тези хотели е ниската цена и удобството за нощувка при изпадане в трудна ситуация. В Япония този тип хотели се използват често от работници, които са прекалили с алкохола, пропуснали са последния влак, за да се приберат вкъщи, или са твърде засрамени, за да се приберат при жена си.
Обикновено капсулата се състои единствено от легло със завивки, телевизор и табло за управление на телевизора и климатичната уредба. За да се настани в капсулата, гостенинът трябва да лази, защото капсулите осигуряват настаняване само в легнало положение.